# Dobrá Voda (Mnichovo Hradiště)
Dobrá Voda je malá vesnice, část města Mnichovo Hradiště v okrese Mladá Boleslav. Nachází se 2,5 kilometru jihovýchodně od Mnichova Hradiště. Západně od Dobré Vody se zvedá návrší Horka (310 m). Vesnicí prochází silnice II/268. Dobrá Voda leží v katastrálním území Lhotice u Bosně o výměře 5,96 km².

## Historie
První písemná zmínka o vesnici pochází z roku 1400.

## Další fotografie

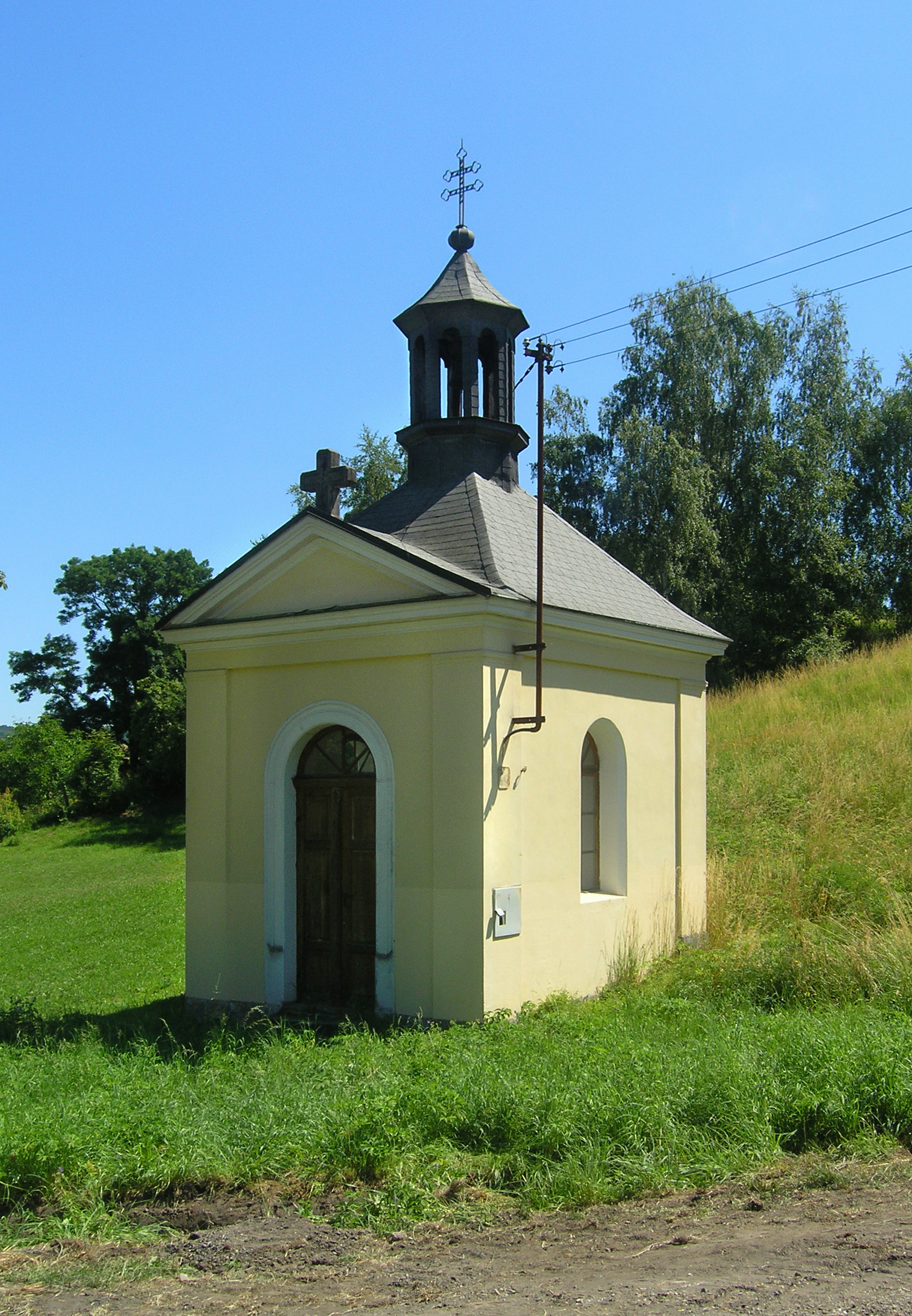
Kaplička na návsi
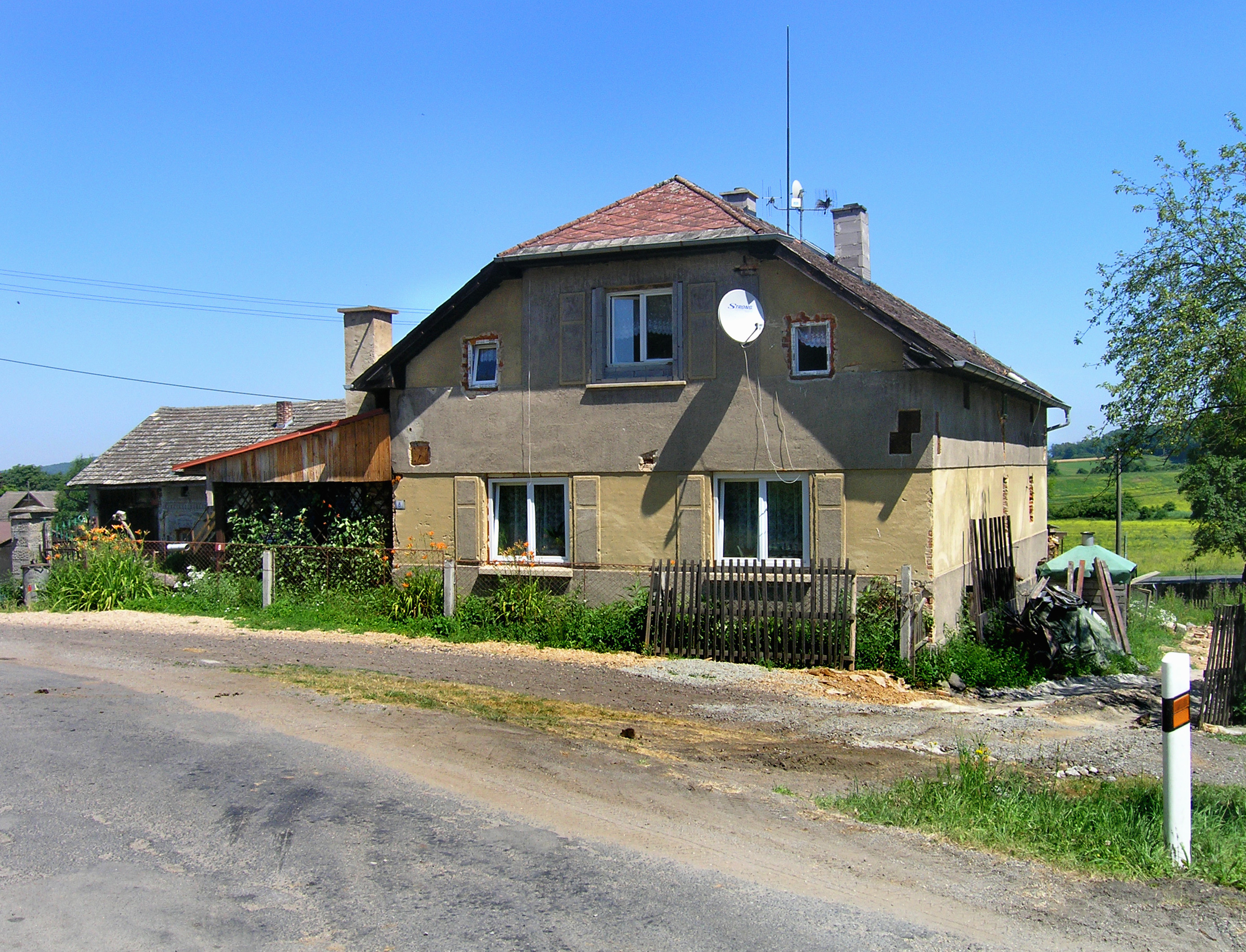
Domek u silnice